# Umaga
Umaga, pseudonimo di Edward Smith Fatu (Samoa Americane, 28 marzo 1973 – Houston, 4 dicembre 2009), è stato un wrestler samoano americano noto per i suoi trascorsi nella World Wrestling Entertainment tra il 2002 e il 2009.

## Famiglia
Eddie era membro della famiglia Anoa'i, nota per essere una vera e propria "fucina di talenti", al pari delle famiglie Hart, Von Erich e Guerrero.
Eddie era infatti fratello di Solofa Fatu (Rikishi) e di Sam Fatu (The Tonga Kid), cugino di Dwayne "The Rock" Johnson, Rodney Anoa'i (Yokozuna), Samula Anoa'i (Headshrinker Samu), Matt Anoa'i (Rosey), Joe Anoa'i (Roman Reigns) e Jimmy Snuka, Jr. (Sim Snuka), nipote di "Soulman" Rocky Johnson, dei Wild Samoans (Sika Anoa'i ed Afa) e di "Superfly" Jimmy Snuka ed era lo zio di Jimmy, Jey Uso e Solo Sikoa.

## Carriera

### Federazioni indipendenti
Nelle prime fasi della carriera, ha lavorato nel circuito indipendente con lo pseudonimo Ekmo insieme al cugino Matt Anoa'i (Kimo) nel tag team The Island Boyz.

### World Wrestling Entertainment (2002–2003)

#### 3-Minute Warning (2002–2003)
Il 22 luglio 2002, debuttò a Raw assieme a Matt; i due, che assunsero i nomi Jamal e Rosey si presentarono come i 3-Minute Warning: il loro ruolo era quello di "braccio armato" dell'allora General Manager di Raw Eric Bischoff. Il duo intervenne nel corso del finto matrimonio gay tra Billy e Chuck, assicurandosi anche le prestazioni di Rico il quale tradì Billy & Chuck per diventare manager dei 3-Minute Warning. Il contratto di Eddie scadde nel giugno 2003 e non fu rinnovato.

### Ritorno alle federazioni indipendenti (2003–2005)
Eddie passò alla Total Nonstop Action Wrestling dove combatté con il vecchio pseudonimo Ekmo; successivamente debuttò nella All Japan Pro Wrestling come membro dei Roughly Obsess & Destroy e riuscì a conquistare i Titoli di Coppia assieme a Taiyo Kea. In questo periodo Eddie, sempre come Ekmo, lottò anche nella federazione italiana Nu-Wrestling Evolution; Quando venne riassunto dalla WWE fu necessario ricorrere ad un angle per giustificare la sua sparizione dai ring della NWE: secondo la kayfabe, fu a causa di un comportamento scorretto nei confronti di un arbitro che Ekmo venne licenziato.

### Ritorno in WWE (2005–2009)

#### Intercontinental Champion (2005–2008)

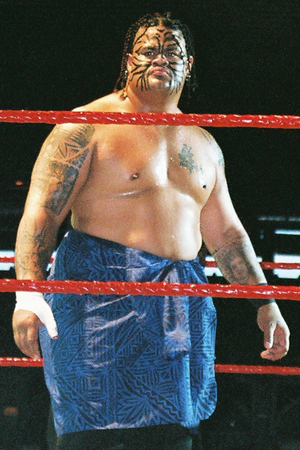
Fatu durante un house show di Raw

Nel dicembre 2005 Eddie venne nuovamente assunto dalla WWE. Inizialmente si pensava ad un ritorno dei 3-Minute Warning, ma dopo poco, il cugino Matt lasciò la federazione.
Eddie debuttò come singolo il 3 aprile 2006 con il nome Umaga, accompagnato dal manager Armando Alejandro Estrada; nell'occasione Umaga interruppe un promo di Ric Flair, liquidandolo in pochi minuti. La gimmick del distruttore samoano ricorda quella di alcuni tag team samoani come gli Headshrinkers ed i Wild Samoans e riporta alla mente il personaggio di Kamala,  il "Gigante ugandese". Umaga partecipò a diversi incontri, principalmente contro jobber, vincendoli tutti in pochi secondi e con grande facilità. Al suo rientro Flair sfidò Umaga in un match a Backlash, uscendo però sconfitto.
A SummerSlam 2006 Estrada offrì i servizi di Umaga a Vince e Shane McMahon per aiutarli nel match contro la Degeneration X, ma appena intervenuto nel match venne bloccato da Kane. Umaga si vendicò il 21 agosto intervenendo nel match di Kane contro l'Intercontinental Champion Johnny Nitro accecando la "Big Red Machine", per poi finirlo con una serie di Samoan Spike. Tra Kane e Umaga ebbe inizio una faida che culminò al pay-per-view Cyber Sunday, in un match in cui Kane fu nuovamente sconfitto. In seguito, in una puntata di Raw, Umaga trionfò ancora su Kane grazie all'aiuto di Estrada e, come stipulazione del match, la "Big Red Machine" fu costretta a trasferirsi a SmackDown!. Umaga in seguito cominciò a sconfiggere wrestler di alto livello come Triple H, Shawn Michaels e John Cena.

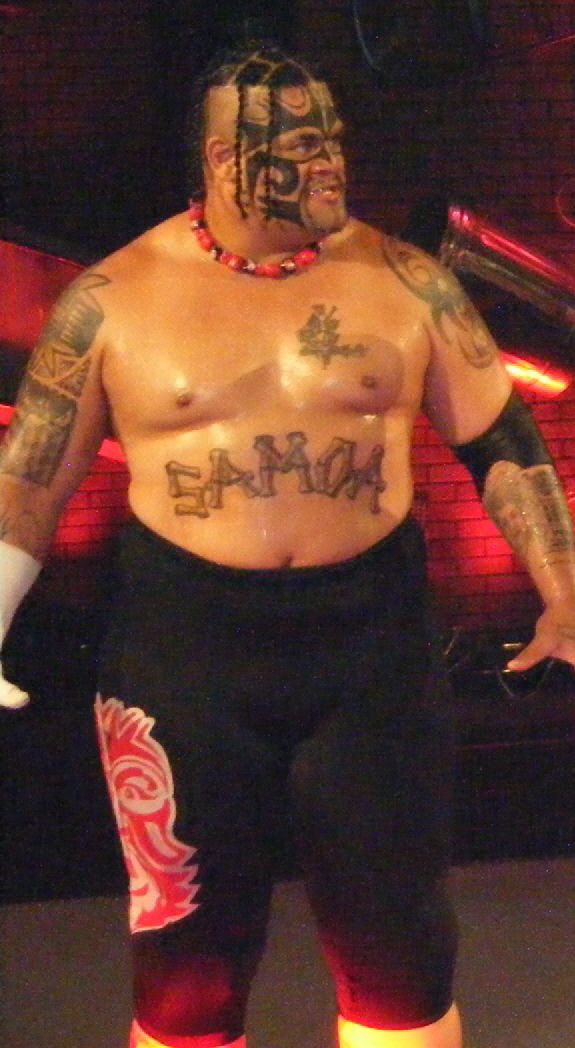
Umaga nel giugno 2007 a One Night Stand

In seguito Umaga sfidò John Cena per il WWE Championship al pay-per-view New Year's Revolution; il match terminò con la sconfitta del Samoan Bulldozer, la prima dal suo ritorno in WWE. Successivamente lottò ancora contro Cena con il titolo in palio; il match in questione fu un Last Man Standing match e si tenne nel corso del pay-per-view Royal Rumble 2007. Anche in questa occasione fu Cena a vincere il match, grazie ad una STF eseguita usando una corda del ring, precedentemente smontata da Estrada, che lasciò Umaga esanime sul ring.
Terminata la faida con Cena, Umaga venne scelto da Vince McMahon per rappresentarlo nella "Battle of the Billionaires" in programma per WrestleMania 23. Umaga conquistò il suo primo titolo in WWE il 19 febbraio 2007 sconfiggendo Jeff Hardy, diventando Intercontinental Champion. Vi furono altri confronti con Jeff Hardy tutti vinti dal samoano. Iniziò poi una faida con Bobby Lashley, rappresentante dell'avversario di McMahon, Donald Trump. Il match, arbitrato da Steve Austin, vide uscire vittorioso Lashley. Nel corso della puntata di Raw svoltasi a Milano il 16 aprile Umaga disputò un No Holds Barred match valido per l'Intercontinental Championship contro Santino Marella; l'intervento di Lashley in favore del debuttante italo-americano costò ad Umaga il titolo. Partecipò poi ad un Handicap match assieme a Vince e Shane McMahon contro Lashley a Backlash 2007, in cui Vince riuscì a conquistare l'ECW World Heavyweight Championship. In un secondo handicap match tenutosi a Judgment Day 2007, che vedeva gli stessi partecipanti del match di Backlash, il team di Umaga è stato sconfitto, ma McMahon riuscì comunque a mantenere il titolo. Venne sconfitto nelle settimane che precedono One Night Stand da Bobby Lashey via DQ. Al pay-per-view WWE One Night Stand l'aiuto di Umaga non servì a Vince McMahon a mantenere il titolo che tornò in possesso di Lashley.
A Vengeance 2007 Umaga perse per squalifica un match valido per il titolo intercontinentale contro Santino Marella. Nella puntata di Raw del 2 luglio Umaga ha sconfitto Santino Marella conquistando l'Intercontinental Championship, titolo in seguito difeso con successo nella rivincita contro l'italiano, a The Great American Bash contro Jeff Hardy ed a SummerSlam in un Triple Threat match contro Mr. Kennedy e Carlito. Il 2 settembre a Raw è stato sconfitto da Jeff Hardy in un match valido per il titolo intercontinentale. Nella stessa sera affronta in handicap match assieme a Carlito, Triple H, ma il duo viene sconfitto via DQ e Umaga viene picchiato al termine del match da The Game. Il samoano torna dopo un mese desideroso di vendetta ma viene sconfitto ancora una volta, prima a No Mercy poi in una puntata di Raw in un dark street fight match e quindi in uno street fight match a Cyber Sunday. A Survivor Series termina la faida contro HHH perdendo assieme al suo team contro quello di Hunter. In seguito inizia una faida contro Jeff Hardy per riprendersi l'Intercontinental Championship ma perde tutti i match compreso un Steel Cage Match. Partecipa alla Royal Rumble 2008 perdendo il match. A WrestleMania 24 è stato sconfitto da Batista.
Per breve tempo forma un tag team con Gene Snitsky. Il tag team perse in svariate occasioni e l'unica vittoria avvenne ai danni dei campioni di coppia Cody Rhodes e Hardcore Holly. Dopo questa vittoria, reclamarono un match titolato, che però persero.

#### SmackDowne licenziamento (2008–2009)
Durante la puntata di Raw del 23 giugno 2008 Umaga è stato l'ottavo wrestler ad effettuare un cambio di brand nell'ambito della Draft Lottery 2008, passando al roster di SmackDown. In una puntata di SmackDown affrontò e sconfisse Mr. Kennedy e la settimana dopo disputò la rivincita di WrestleMania XXIV contro Batista, ma il match finì in no contest.
Ad agosto Umaga subisce un infortunio che lo tiene lontano dagli show per diversi mesi. Il suo ritorno avviene durante la puntata di SmackDown del 30 gennaio 2009, dove sconfisse velocemente Jimmy Wang Yang. Dopo alcune vittorie contro i vari low-carder di Smackdown affronta Triple H in un match finito in No Contest per l'arrivo della Legacy, che assale Triple H e nel quale Umaga sembra essersi infortunato nuovamente. Non partecipa a gran parte della Road To WrestleMania e a Wrestlemania XXV. Ritorna nella puntata di SmackDown post-draft attaccando CM Punk prima che questi possa incassare la sua Money in the Bank Title Shot contro Edge, che lo stesso Punk sconfisse nel main event dello stesso show.
Umaga torna alla vittoria in PPV a Judgment Day contro CM Punk. Sfida CM Punk per Extreme Rules in un Samoan Strap Match. Prima del PPV Punk si prese la rivincita sul Samoano sconfiggendolo a Smackdown e in seguito batté Umaga anche ad Extreme Rules.
Poche ore dopo il PPV, Eddie Fatu fu licenziato tramite un breve comunicato dalla federazione di Stamford per non aver superato per la seconda volta i test anti-droga del WWE Wellness Program.

## Sospensione per doping
Nell'agosto 2007 Eddie Fatu è stato sospeso per trenta giorni dalla WWE perché il suo nome è stato trovato nel database clienti della Signature Pharmacy, società sotto inchiesta per aver venduto senza regolare ricetta medicinali e sostanze dopanti.
L'8 giugno 2009 viene rilasciato dalla compagnia dopo essere risultato positivo per la seconda volta ai test del Wellness Program.

## Morte
Tornato da appena qualche giorno dalla tournée australiana, Eddie viene trovato dalla moglie, nella notte di giovedì, nella sua casa a Houston, in Texas, senza respiro e sanguinante dal naso. Pare che, precedentemente, si fosse addormentato sulla sua poltrona, mentre guardava la televisione. Ricoverato nel più vicino ospedale di Houston, i medici gli riscontrano immediatamente un massiccio attacco di cuore. Il suo cuore viene riavviato, ma, nel tardo pomeriggio, i medici ne constatarono la morte cerebrale. Morì a 36 anni.

## Personaggio

### Mosse finali
- Samoan Spike (Throat thrust)
- Samoan Splash (Diving splash)

### Soprannomi
- "The Samoan Bulldozer" (WWE)
- "The Samoan Typhoon" (AJPW)
- "The Samoan Wrecking Machine" (WWE)
- "The Samoan Smashing Machine" (WWE)

### Musiche d'ingresso
- 3 Minute Warning di 2 Skinnee J's (WWE; 2002–2003; usata in team con Rosey)
- Virtual Vodoo di Giles Perring, Simon Edwards e Phillip Harper for Extreme Music (WWE; 2006–2008)
- Tribal Trouble di Jim Johnston (WWE; 2008–2009)

## Titoli e riconoscimenti
- All Japan Pro Wrestling

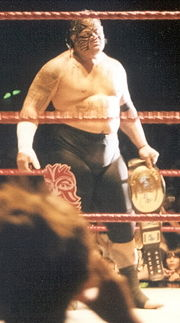
Umaga con l'Intercontinental Championship, titolo che ha detenuto due volte

  - World Tag Team Championship (1) – con Taiyō Kea
  - World's Strongest Tag Determination League (2004) – con Taiyō Kea
  - January 2 Korakuen Hall Heavyweight Battle Royal (2004)
- Frontier Martial-Arts Wrestling
  - FMW/WEW Hardcore Tag Team Championship (1) – con Matty Samu
- Heartland Wrestling Association
  - HWA Tag Team Championship (1) – con Kimo
- Memphis Championship Wrestling
  - MCW Southern Tag Team Championship (3) – con Kimo
- Pro Wrestling Illustrated
  - 22º tra i 500 migliori wrestler secondo PWI (2007)
- World Wrestling Entertainment
  - WWE Intercontinental Championship (2)
- Wrestling Observer Newsletter
  - Worst Tag Team (2002) con Rosey